# Гавран (филм из 1963)
Гавран (енгл. The Raven) је амерички готички хумористички хорор филм из 1963. године, режисера и продуцента Роџера Кормана, према сценарију који је Ричард Матесон написао на основу истоимене песме Едгара Алана Поа. Ово је пети од осам филмова заснованих на Поовим причама које је Корман режирао. Главне улоге у филму тумаче Винсент Прајс, Петер Лоре, Борис Карлоф, Хејзел Корт, Олив Стерџис и Џек Николсон, а радња прати чаробњака који покушава да помогне човеку претвореном у гаврана да поврати своје истинско обличје.

## Радња
Године 1506. чаробњак др Еразмус Крејвен тугује за смрћу своје супруге Леноре већ више од две године, на велику жалост његове кћерке (Ленорине пасторке) Естел. Једне ноћи посећује га гавран – заправо чаробњак, др Бедло, заробљен у том обличју. Заједно спремају напитак који враћа Бедлу људски облик.
Бедло објашњава да га је у неправедном двобоју др Скарабус преобразио у гаврана. Њих двојица одлучују да га потраже: Бедло ради освете, а Крејвен у нади да ће пронаћи своју супругу, за коју је Бедло тврдио да ју је видео живу у Скарабусовом замку. Након што одбију напад Крејвеновог кочијаша, који је био под утицајем Скарабуса, њима се придружују Естел и Бедлов син Рексфорд, па заједно крећу ка замку. Током пута Естел и Рексфорд се зближавају.
У замку их Скарабус дочекује лажним пријатељством, а Бедло је наизглед убијен када у чину пркоса изазове олују. Ноћу, међутим, Рексфорд открива да је Бедло жив и здрав, сакривен у замку. Бедло је склопио заверу са Скарабусом да му доведе Крејвена, како би овај могао да присвоји његове магијске тајне. У међувремену, Крејвена посећује и мучи Ленора, за коју се открива да је лажирала своју смрт како би постала Скарабусова љубавница.
Када Крејвен, Естел, Рексфорд и Бедло покушају да побегну из замка, Скарабус их зауставља и затвара. Бедло паничи и моли Скарабуса да га претвори назад у гаврана, само да га не мучи. Потом одлеће из тамнице у облику птице. Крејвен је приморан да бира: или ће одати своје магијске тајне Скарабусу, или ће гледати како му муче кћерку. Претварајући се да је издао пријатеље и сина, Бедло се у тајности враћа и ослобађа Рексфорда, па њих двојица заједно помажу Крејвену.
Крејвен и Скарабус се сукобљавају у магијском двобоју. После низа напада, противнапада и увреда, током којих Скарабус запали замак, Крејвен га побеђује. Ленора покушава да се помири са њим, тврдећи да ју је Скарабус опчинио, али јој Крејвен не верује и одбацује је. Крејвен, Бедло, Естел и Рексфорд беже док се замак руши на Скарабуса и Ленору; обоје преживљавају, али Скарабус губи своју магију.
Бедло, који је и даље у облику гаврана, покушава да убеди Крејвена да му врати људски облик. И даље огорчен због његове раније издаје, Крејвен баца чини које га ућуткују.

## Улоге
| Глумац         | Улога              |
| -------------- | ------------------ |
| Винсент Прајс  | др Еразмус Крејвен |
| Петер Лоре     | др Адолфус Бедло   |
| Борис Карлоф   | др Скарабус        |
| Хејзел Корт    | Ленора Крејвен     |
| Олив Стерџис   | Естел Крејвен      |
| Џек Николсон   | Рексфорд Бедло     |
| Кони Волас     | слушкиња           |
| Вилијам Баскин | Грајмс             |
| Арон Саксон    | Горт               |